# S’ vetrom uz lice
S' vetrom uz lice – trzeci album grupy Ekatarina Velika wydany w 1986 przez wytwórnię ZKP RTVL. Nagrań dokonano w lutym 1986 w studiu SIM w Zagrzebiu. Reedycja CD z 2002 zawiera dodatkowo siedem utworów.

## Lista utworów
LP 1986, CD 2009
1. "Budi sam na ulici" (sł. M. Mladenović, muz. Ekatarina Velika) – 5:10
2. "Ti si sav moj bol" (sł. M. Mladenović, muz. Ekatarina Velika) – 3:54
3. "Kao da je bilo nekad" (sł. M. Mladenović, muz. Ekatarina Velika) – 4:28
4. "Umorna pesma" (sł. M. Mladenović, muz. Ekatarina Velika) – 4:38
5. "Novac u rukama" (sł. M. Mladenović, muz. Ekatarina Velika) – 3:43
6. "Sarajevo" (sł. M. Mladenović, muz. Ekatarina Velika) – 2:52
7. "Stvaran svet oko mene" (sł. M. Mladenović, muz. Ekatarina Velika) – 2:46
8. "Soba" (sł. M. Mladenović, muz. Ekatarina Velika) – 4:27
9. "Grad" (sł. M. Mladenović, M. Stefanović, B. Pečar, muz. Ekatarina Velika) – 4:09

CD 2002
1. "Budi sam na ulici" (sł. M. Mladenović, muz. Ekatarina Velika) – 5:31
2. "Ti si sav moj bol" (sł. M. Mladenović, muz. Ekatarina Velika) – 5:22
3. "Soba" (sł. M. Mladenović, muz. Ekatarina Velika) – 5:08
4. "Sarajevo" (sł. M. Mladenović, muz. Ekatarina Velika) – 4:34
5. "Kao da je bilo nekad" (sł. M. Mladenović, muz. Ekatarina Velika) – 4:55
6. "Novac u rukama" (sł. M. Mladenović, muz. Ekatarina Velika) – 4:02
7. "Stvaran svet oko mene" (sł. M. Mladenović, muz. Ekatarina Velika) – 2:57

- utwory 10 i 11 koncert w SNP, Nowy Sad 1988
- utwór 12 koncert w Kulušić, Zagrzeb 1988
- utwór 13 koncert w Sava Centar, Belgrad 1993
- utwory 14 i 15 koncert w Domu Omladine, Belgrad 1991
- utwór 16 koncert w Kulušić, Zagrzeb 1986

## Skład
- Milan Mladenović – śpiew, gitara
- Margita Stefanović – instr. klawiszowe, śpiew
- Bojan Pečar – gitara basowa, śpiew
- Ivan "Raka" Ranković – perkusja
- Ivan "Firči" Fece – perkusja (10-13, 16)
- Dragiša "Ćima" Uskoković – gitara basowa (13, 14)
- Marko Milivojević – perkusja (13, 14)
- Miladin "Miško" Radivojević – instr. perkusyjne (13)
- Goran "Čavke" Čavajda – instr. perkusyjne (13)
- Neša Petrović – saksofon (13, 14)
- Tanja Jovićević – saksofon (14)

produkcja
- Dragan Čačinović – produkcja
- Mitar Subotić – nagranie (10, 11)
- Miša Berar – nagranie (13-15),
- Mladen Škalec – nagranie (12, 16)